# Авиагородок (микрорайон Перми)
Авиагородо́к — микрорайон (№ 2) Индустриального района Перми. Население 7470 жителей (2000). Площадь 3400 кв.м. Структура жилищного фонда: ведомственых — 36, муниципальных — 3, ЖСК −2.

## Улицы
- Улица Карпинского (Пермь)
- Улица Норильская
- Улица Чердынская (Индустриальный район Перми)
- Улица Архитектора Свиязева
- Ивана Сусанина (Пермь)

## История
Авиагородок стал застраиваться в 1940-е годы военно-строительными частями. В сентябре 1945 г. из города Троицка сюда была переведена школа автомехаников. В этот же период были построены кирпичные двухэтажные дома, сохранившиеся до наших дней, в т.ч сохранился четырёхэтажный дом офицерского состава (ул. Сусанина, 9). Первыми жителями стали семьи военных, работающих в авиашколе, а позже в Пермском военном авиационно-техническом училище (закрытом в 1999 г.). Четырежды герой Советского союза Георгий Константинович Жуков, будучи командующим Уральским военным округом, посетил эту школу два раза в 1948 и 1952 году. 
В 1957 г. в непосредственной близости от микрорайона был построен аэродром Бахаревка, как следствие сюда был перебазирован Авиаотряд, располагавший к тому времени 34 самолётами и связывавший отдалённые районы с областным центром.
В конце 1990-х годов велось строительство 12-этажных домов 97 серии по ул. Свиязева (№ 4, 6, 8, 12). Планы по застройке поля аэродрома Бахаревка реализованы не были.
В 2003 году был сдан тоннельный переход на Бахаревском переезде, соединяющий улицы Свиязева и Васильева и завершивший Восточный обход города, давший толчок к новому развитию
микрорайона.

## Парк победы
Заложен в юбилейный 1985 год на месте существовавшей лесопарковой полосы. Основные породы деревьев - ель сибирская и пихта сибирская. Является особо охраняемой природной территорией города и имеет площадь 43 гектара. Ранее жителями микрорайона здесь проводились народные празднования.